# لي بيني
لي بيني (بالإنجليزية: Lee Penny)‏ هو لاعب دوري الرغبي بريطاني، ولد في 1974 في ويغان في المملكة المتحدة.